# نیکولای ریژکوف
نیکولای ریژکوف (انگلیسی: Nikolai Ryzhkov؛ زادهٔ ۲۸ سپتامبر ۱۹۲۹ – درگذشتهٔ ۲۸ فوریه ۲۰۲۴) یک سیاستمدار اهل اتحاد جماهیر سوسیالیستی شوروی و بعدا روسیه بود. او بین سال‌های ۱۹۸۵ تا ۱۹۹۱ رئیس شورای وزرای شوروی بوده‌است. وی در دوران رهبری گورباچف مسئولیت امور اقتصادی و فرهنگی اتحاد جماهیر شوروی را برعهده داشته است. او در ژانویه ۱۹۹۱ از مقام خود برکنار و والنتین پاولوف به جای وی نخست‌وزیر شوروی شد.
نیکولای ریژکوف در ۲۸ فوریه ۲۰۲۴، در سن ۹۴ سالگی درگذشت.
وی همچنین برنده جوایزی همچون جایزه دولتی اتحاد شوروی، نشان لنین و قهرمان ملی ارمنستان شده‌است.